# Украина (Малопольское воеводство)
Украи́на (пол. Ukraina) — деревня в Польше, находящееся на территории гмины Беч Горлицкого повята Малопольского воеводства. Село входит в солецтво Ситница.

## География
Село находится в 10 км от административного центра города Беч, в 13 км от города Горлице и в 92 км от Кракова.

## История
В 1975—1998 годах деревня административно входила в Кросненское воеводство.